# Landschaftsschutzgebiet Voßsiek
Das Gebiet „Voßsiek“ ist ein seit 2005 durch den Kreis Lippe als unterste Naturschutzbehörde ausgewiesenes Landschaftsschutzgebiet (LSG-Nummer 3918-0010) im Westen der lippischen Stadt Bad Salzuflen in Nordrhein-Westfalen in Deutschland.

## Lage
Das rund elf Hektar große Landschaftsschutzgebiet Voßsiek gehört naturräumlich zum Lipper Bergland. Es erstreckt sich im Bad Salzufler Ortsteil Biemsen-Ahmsen östlich der Bundesautobahn 2, südlich der Bundesstraße 239 und der Landesstraße 804/Bischhortstraße sowie nördlich und westlich des Guts Hörentrup, zwischen Biemsen im Südosten und Ahmsen im Westen, auf einer Höhe zwischen rund 75 und 110 m ü. NHN.

## Beschreibung
Das Schutzgebiet wird mit drei bis zu fünf Meter tief eingeschnittenen Sieken beim Gut Hörentrup beschrieben.
Die Sieke werden ausschließlich als Grünland, die Flächen zwischen den Sieken als Ackerland genutzt.
Bei der Vereinigung der Sieke bildet sich ein Bach, der – teils verrohrt – zur Werre abfließt.

## Schutzzweck
Wesentlicher Schutzzweck ist die „Erhaltung zweier Kerbtalbereiche mit vernässten Stellen am Talgrund und einem Talbereich mit ausgeprägter Talsohle sowie Feldgehölzen, Quellhorizont, Weidegruppen und einer niedermoorartigen Fläche mit Großseggenrieden und Hochstaudenfluren.“